# 竹内克巳

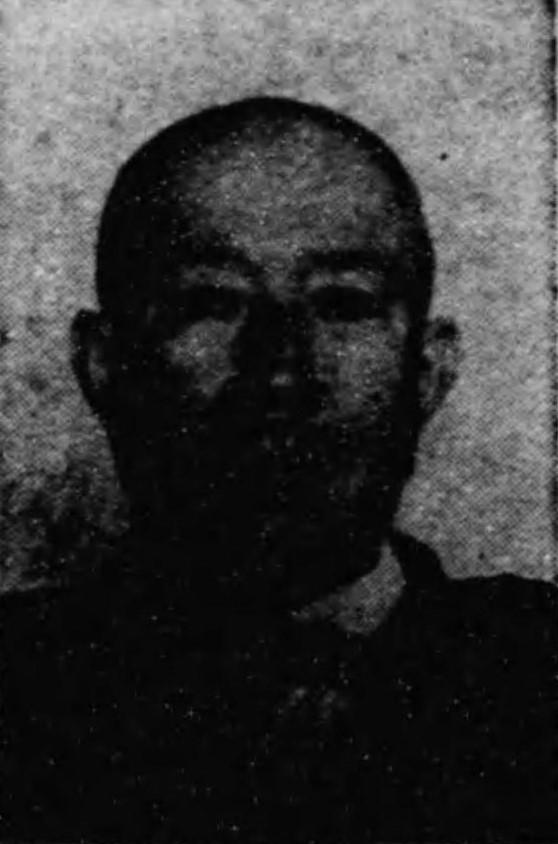
竹内克巳

竹内 克巳（たけうち かつみ、1890年（明治23年）5月16日 - 1973年（昭和48年）2月22日）は、大正から昭和期のジャーナリスト、出版業者、政治家。衆議院議員。号・夏積。鳥居素川の愛弟子として知られた。「克己」と表記される場合がある。

## 経歴
福井県福井市出身。京都で成長した。京都帝国大学文科大学文学科で学んだ。
大阪朝日新聞社に入社し、記者として務め、その後、海外特派員となった。鳥居に抜擢され1919年（大正8年）大正日日新聞社販売部長となるが、販売不振のため退職。その後、満州日報社取締役主筆を務めた。戦時下、外務省の外郭団体（文化団体）「聞人会」を主宰し理事長となり銀座のビルに事務所を置いていた。戦後は出版業を営んだ。
1946年（昭和21年）4月、第22回衆議院議員総選挙に京都府全府区から日本社会党公認で出馬して初当選。1947年（昭和22年）4月、公選第1回の京都市長選挙に立候補したが5,500票ほどの差で神戸正雄に敗れた。同月実施の第23回総選挙（京都府第1区）でも再選され、衆議院議員に連続2期在任した。この間、社会党中央執行委員などを務めた。その後、第24回総選挙に立候補したが落選した。

## 著作
- 『随筆 没羽箭』聖光社、1947年。